# Mundilfare
|  | For Saturns måne, se Mundilfare (måne) |
Mundilfare er i nordisk mytologi far til de to underskønne guder Måne og Sol. Guderne har sat de to smukke søskende på himlen, så de kan skiftes til at stråle over jorden nat og dag.
En af Saturns måner,  Mundilfare er opkaldt efter jætten. 
| Nordisk mytologi | Spire Denne artikel om nordisk religion og mytologi er en spire som bør udbygges. Du er velkommen til at hjælpe Wikipedia ved at udvide den. |